# 籠谷一徳
籠谷 一徳（かごたに かずのり、1959年9月5日 - ）は、日本の実業家。フジッコ NEWデリカ株式会社取締役、元代表取締役社長、元フジッコ株式会社常務取締役。

## 人物・経歴
1959年兵庫県生まれ。1982年3月千葉商科大学商経学部卒業。1982年4月株式会社富士昆布（現･フジッコ株式会社）入社。2004年6月取締役、2008年6月常務取締役営業本部長、2012年9月常務取締役営業本部長兼営業企画室長
、2016年4月常務取締役生産本部長、2019年4月常務取締役生産担当就任、2021年6月常務取締役退任、2021年8月フジッコ NEWデリカ株式会社代表取締役社長、2025年4月代表取締役退任および取締役就任。